# Бонифаций Веронский
Бонифаций Веронский (итал. Bonifacio da Verona, фр. Boniface de Vérone) (около 1270—1317) — ломбардский аристократ, правитель северной части Эвбеи на территории франкской Греции с 1296 года. Он был младшим сыном одного из триархов Негропонта, из-за чего не стал наследником. Вместо этого он отправился в Афины, где верно служил своему другу, герцогу Ги II. После его внезапной кончины в 1308 году занимал пост регента герцогства до прибытия нового правителя Готье V де Бриенна. Участвовал в битве при Кефиссе, в ходе которой его взяли в плен каталонские наёмники. Каталонцы пощадили Бонифация, в отличие от многих других простолюдинов и знатных воинов, и после захвата Афин предложили стать их правителем. Бонифаций отказался и продолжал править владениями на Эвбее вплоть до своей кончины. Он активно противостоял растущему влиянию Венецианской республики, которой удалось покорить остров лишь при его внуке.

## Биография

### Происхождение
Бонифаций родился около 1270 года в семье Гульельмо II Веронского, который был младшим сыном Жилберто I Веронского, одного из первых ломбардских баронов-триархов, властителей острова Негропонт в Центральной Греции, который вместе с представителями другой веронской семьи, Дари Карцери, поселился тут сразу после завоевания острова в 1204 году. Гульельмо так и не стал наследником владений своего отца, которые отошли его старшему брату. Личность матери Бонифация неизвестна.

### При Ги II
Будучи младшим из трёх сыновей своего отца, Бонифаций унаследовал единственный замок, который, согласно каталонскому хронисту Рамону Мунтанеру, продал. На вырученные деньги он закупил вооружение и снаряжение для себя и десятерых сопровождающих, с которыми отправился ко двору герцога Афинского. Там аристократ стал близким другом и соратником малолетнего правителя Ги II де ла Роша, который родился в 1280 году и стал герцогом в возрасте семи лет. Аристократ принял Бонифация пышно и любезно. Историк Энтони Латтрелл предполагает, что это могло произойти около 1287 года. Вплоть до совершеннолетия Ги государством правила его мать, герцогиня-регент Елена Ангелина Комнина, которая стала первой гречанкой во главе франкского герцогства. В июне 1294 года в Фивах произошла пышная церемония празднования совершеннолетия герцога, на которой Бонифаций посвятил вошедшего в возраст Ги в рыцари. По словам хрониста Рамона Мунтанера, в хронике которого описание коронации занимает отдельную большую главу, Бонифаций выделялся своим великолепным нарядом даже на фоне одетой в самое дорогое убранство франкской знати. Он заложил всё, что у него было, чтобы купить такой наряд. Он же называет его «самым мудрым и вежливым дворянином, который когда-либо жил». Ги выдал ему в награду за верную службу сумму в размере 50 тысяч солидов, пожаловал 13 замков, включая Гардики в Южной Фессалии, который ранее унаследовал от своей матери, и остров Саламин, разрешив платить за них по облегчённому тарифу. По его предложению Бонифаций обручился с дамой, имя которой некоторые хронисты передают как Агнес де Сикон (фр. Agnes de Cicon), чьим приданным были острова Эгина и Карист. Тогда же герцог Ги постановил, что в случае его преждевременной смерти регентом при его сыне должен стать Бонифаций.
В 1296 году Бонифаций обратил внимание на родной остров Эвбея. В 1270-х годах перебежчик Ликарио отбил большую часть острова у ломбардцев и вернул его в состав Византии, но после того, как он покинул Эвбею, католики начали восстанавливать свои владения. Бонифаций предпринял кампанию против оставшихся византийских владений на острове, в число которых входил и недавно приобретённый благодаря браку Карист. К концу года он не только отбил эту крепость, но и полностью изгнал греков с острова. Благодаря этому походу он стал самым влиятельным человеком на Эвбее: помимо законного, благодаря праву жены, Кариста, он удерживал и отвоёванные по праву меча земли, чему способствовал и тот факт, что большинство оставшихся в живых претендентов на земли триархии Негропонт были женщинами. В это же время на острове своё присутствие наращивали венецианцы, которые овладели колонией Негропонт и некоторыми окружающими её территориями.
Афинские герцоги в те годы были подданными неаполитанских королей. В 1296 году Карл II, король Неаполя, в ответ на просьбу герцога о после, направил в страну епископа и рыцаря с требованием к вассалам Ги присягнуть на верность князю Ахейскому. Одним из этих вассалов был Бонифаций Веронский. В 1302 или 1303 году, после внезапной смерти греческого дуки Фессалии Константина область перешла в руки его несовершеннолетнего сына Иоанна II. Регент Эпира, Анна Кантакузина, увидев возможность расширить свои владения, вторглась в его владения и захватила Фанари. Ги II, которого его дядя Константин назначил регентом Фессалии до совершеннолетия сына, отреагировал на вторжение быстрой мобилизацией вассальных войск, среди которых был, в том числе, и Бонифаций Веронский. Согласно Морейской хронике, он присоединился к войскам сюзерена и маршалу Ахейского княжества Николаю III Сен-Омерскому, приведя с собой сотню рыцарей. Единое войско франков, численностью в 900 рыцарей и, согласно французской хронике Морен, «6000 прекрасно вооружённых конных фессалийцев и наёмных болгар и множество пехоты», сначала двинулось в Зайтун, где добилась присяги от фессалийских вельмож, а затем в княжью столицу Неопатрэ. Столь грозная сила заставила Анну просить о мире и статусе кво. Ги принял предложение, и франкская армия двинулась на север, в контролируемые Византией земли вокруг Салоник. Там императрица Иоланда Монферратская, уроженка Италии, которая удерживала этот город как собственный домен, убедила их повернуть обратно без сражений. В 1308 году Венеция обвинила Бонифация вместе с Ги II, Антонием Фламенским и Бернатом де Рокафортом, лидером Каталонской компании, в заговоре с целью захвата венецианской колонии, города Негропонте. Но 5 октября Ги II внезапно скончался, не оставив наследника. Бонифаций служил регентом и де-факто управлял герцогством до прибытия нового герцога, Готье V де Бриенна в августе или сентябре 1309 года.

### Битва при Кефиссе и дальнейшая судьба
Практически сразу после начала своего правления Готье столкнулся с угрозой со стороны Каталонской компании. С 1306 года они совершали набеги на Фессалию, переходя границы с севера. Теперь Готье привлёк их для борьбы с Иоанном II Дукой, который повзрослел и выступил против франкской опеки. В своём стремлении к независимости он объединился с Эпиром и византийцами. По поручению герцога каталонцы начали борьбу против мятежников. Им удалось захватить и расположить свои гарнизоны в более чем тридцати крепостях вокруг Домокоса. Затем они прибыли к Готье для получения жалования. Герцог хотел оставить наёмников без него, но они вторглись в Беотию зимой 1310-11 годов. В ответ де Бриенн собрал своих феодалов и, получив подкрепления из Ахейского княжества и Наксосского герцогства, выступил в поход против каталонцев. Среди присоединившихся вассалов был и Бонифаций, который стал свидетелем изъявления последней воли Готье в Зетунионе 10 марта 1311 года. Там же присутствовал и другой эвбейский барон Иоанн Мейсийский. Пять дней спустя произошла битве при Кефиссе, в которой франкская армия потерпела тяжёлое поражение. Её подробности остаются неизвестными, но достаточно очевидным является тот факт, что атаке тяжёлой кавалерии франков помешала болотистая местность. Это позволило каталонцам и их союзникам-тюркам одержать победу над противником. Большая часть афинских рыцарей, включая герцога Готье, погибла в этом бою. Бонифаций же оказался в числе немногих пленных лордов. Каталонцы пощадили его, видимо считая своим другом.
Битва при Кефиссе разрушила баланс сил, существовавший во франкской Греции. Большая часть знати погибла, и каталонцы без особых усилий и не встречая значительного сопротивления захватили большую часть Афинского герцогства. Теперь перед ними встала задача наладить управление на завоёванных землях. Не имея лидера с достаточно высоким социальным положением, они изначально обратились к Бонифацию, который оставался наиболее крупным франкским дворянином во всей Северной Греции, и наёмники очень его почитали. Мунтанер описывает его как «самого мудрого и вежливого дворянина, которого когда-либо видела Греция». Опасаясь репрессий со стороны Венеции в Негропонте и не желая враждовать с остальной частью франкской Греции в то время, как постоянство установленного каталонцами режима оставалось неопределённым, Бонифаций отказался. В результате каталонцы выбрали своим лидером другого пленного франкского графа, Роже Десслора. Он оставался на посту руководителя герцогства до 1312 года, когда король Федериго II Сицилийский назначил своего сына Манфреда герцогом Афин, отправив генерального наместника управлять страной от его имени.
Несмотря на отказ править всем герцогством, в 1310-х годах Бонифаций оставался одним из самых могущественных правителей во всей франкской Греции. Он не только контролировал большую часть Эвбеи, Эгину и Саламин, но и был одним из самых богатых правителей региона. Его отношения с Венецианской республикой же оставались напряжёнными, поскольку её дожи подозревали, что у Бонифация были планы подчинить себе всю Эвбею при помощи дружественных каталонцев. Из-за этого они принялись укреплять свою колонию Негропонт. На строительство новых укреплений города деньги пожертвовали все феодалы острова, кроме Бонифация. Кроме этого, у венецианцев были претензии к нему из-за подданных ломбардца, которые занимались пиратством, грабя в том числе и их суда. В 1317 году состоялся спор между Бонифацием и венецианцем Андреа Корнаро, правителем половины земель бывшей триархии. Каталонцы приняли сторону последнего и поставили две тысячи солдат для усиления гарнизона Негропонта.
В том же году в Грецию прибыл новый каталонский генеральный викарий Альфонсо Фадрике. Бонифаций принял решение заключить с ним договор о мире и союзе и выдал за него замуж свою дочь Марию (Маруллу), что фактически лишило наследства другую его дочь Елену (Элен) и сына Томаса, которые были слишком слабы по сравнению с Альфонсо. Наследование в землях бывшей триархии происходило по праву силы, чтобы избежать захвата со стороны греков. Вскоре после заключения союза Фадрике вторгся на Эвбею и покорил большую часть острова. Не исключено, что он планировал сделать его владыкой своего тестя, однако Бонифаций скончался в конце того же года. Дипломатическое давление со стороны Федериго II и поражение в морской битве от венецианцев заставили Альфонсо в конце следующего года покинуть остров. Начался затяжной спор между Фадрике, который претендовал на всё наследство Бонифация, в частности, на замки Карист и Лармена на Эвбее, и Венецией, которая неохотно поддержала претензии сына Бонифация Томаса, гражданина республики. В конце концов последней удалось установить контроль над Ларменой. В последующие десятилетия Венеция постепенно расширяла свою власть над островом, пока, наконец, в 1365 году не приобрела Карист у наследника Альфонсо Фадрике, Бонифация.

## Семья
Бонифаций вступил в брак со знатной женщиной, имя которой некоторые хроники называют как Агнес де Сикон, от которой унаследовал острова Эгина и Карист. Дети:
- Елена (Элен);
- Томас;
- Мария (Марулла). Правила герцогствами отца. С 1317 года жена Альфонса Фадрике Арагонского[27].